# Reciclaje

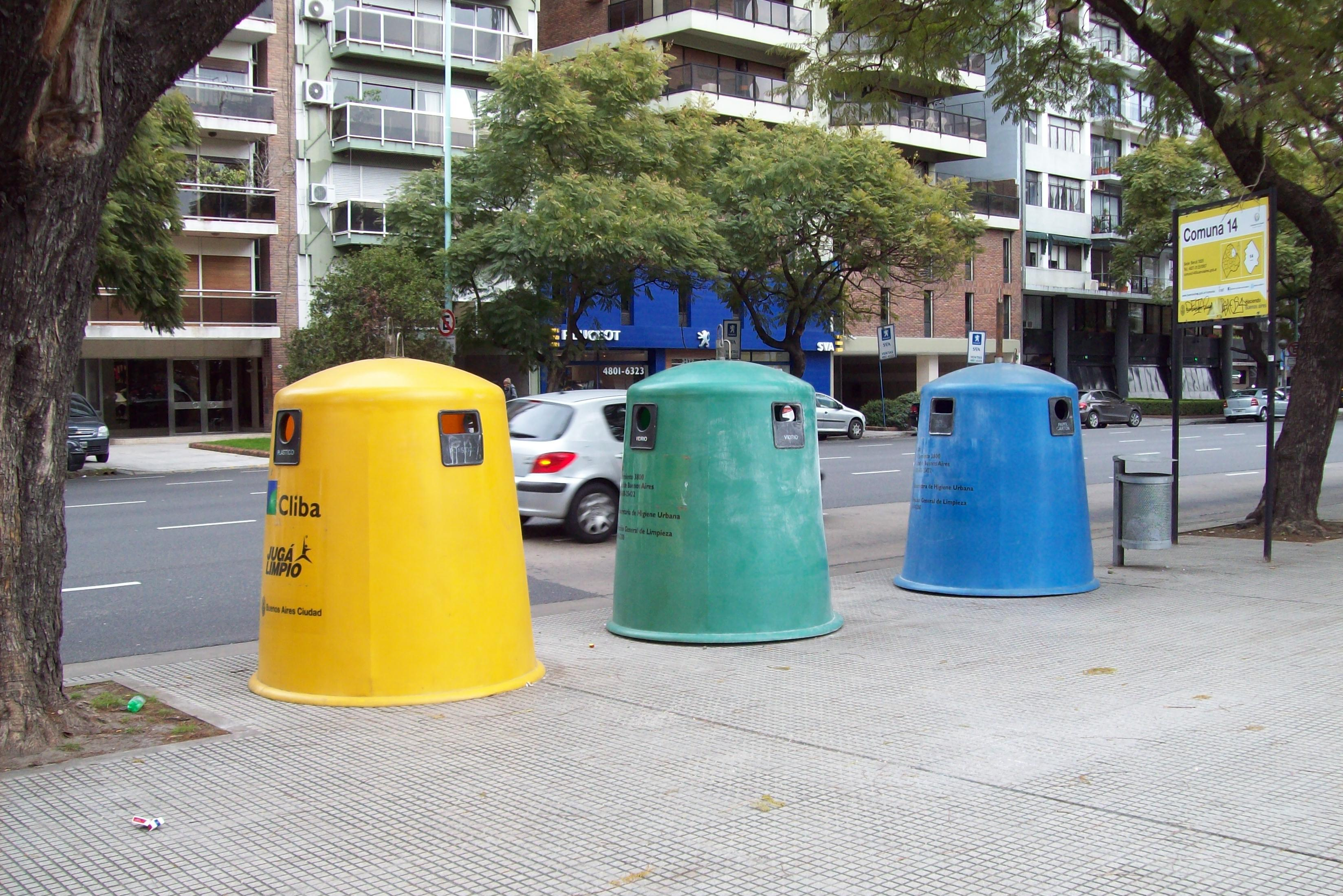
Contenedores para distribuir los desechos en plástico (contenedor amarillo), vidrio (contenedor verde) y papel o cartón (contenedor azul), para su posterior reciclado. Ciudad de Buenos Aires, Argentina.

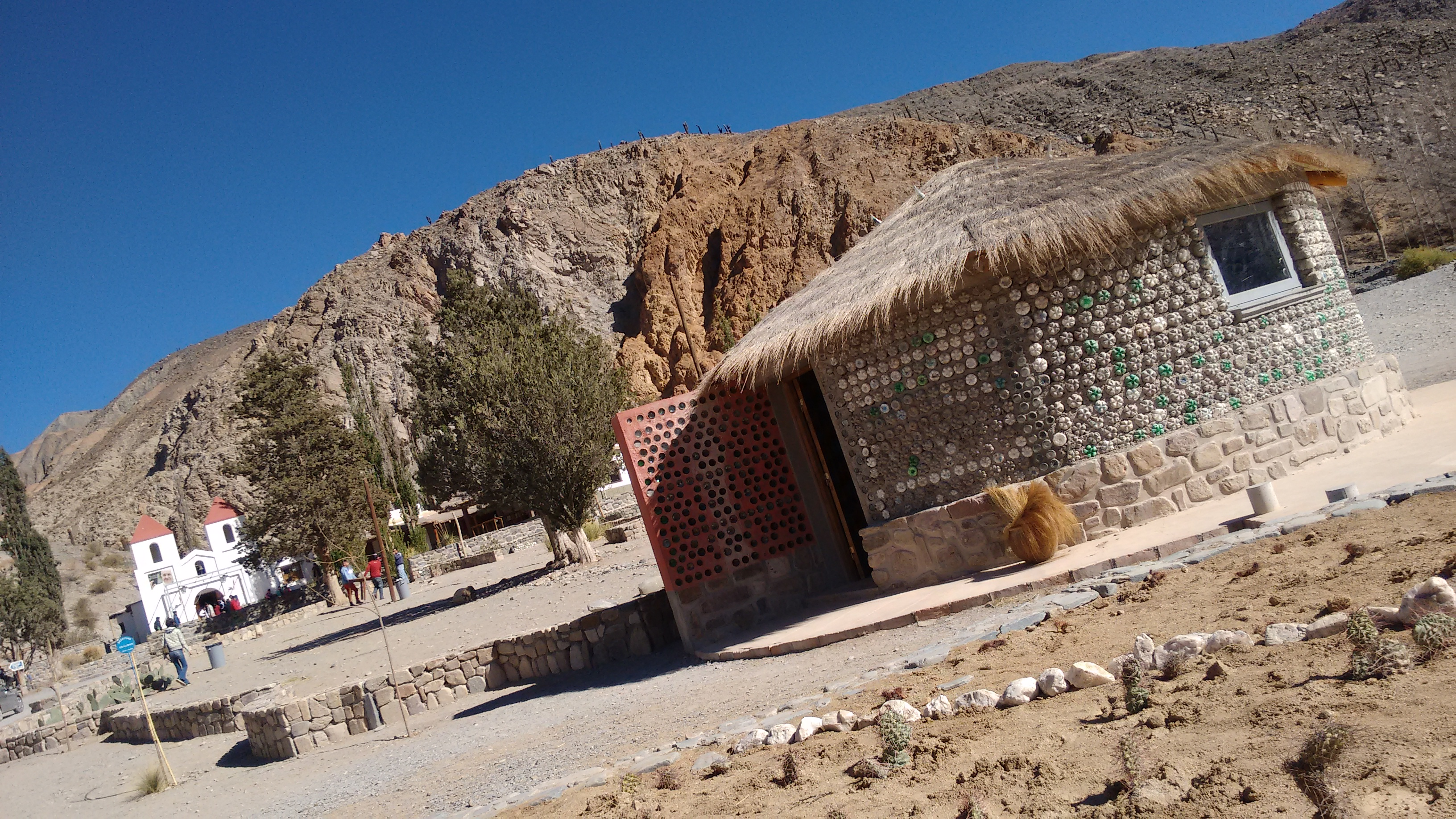
Casa ecológica, ubicada en la localidad de El Alfarcito, Salta. Construida con materiales reutilizados, sus paredes son de botellas de plástico rellenas con otros materiales (plásticos y papeles), botellas de vidrio unidas entre bocas para lograr el ancho exacto de las paredes y su techo de torta de barro (paja, cañas y barro).

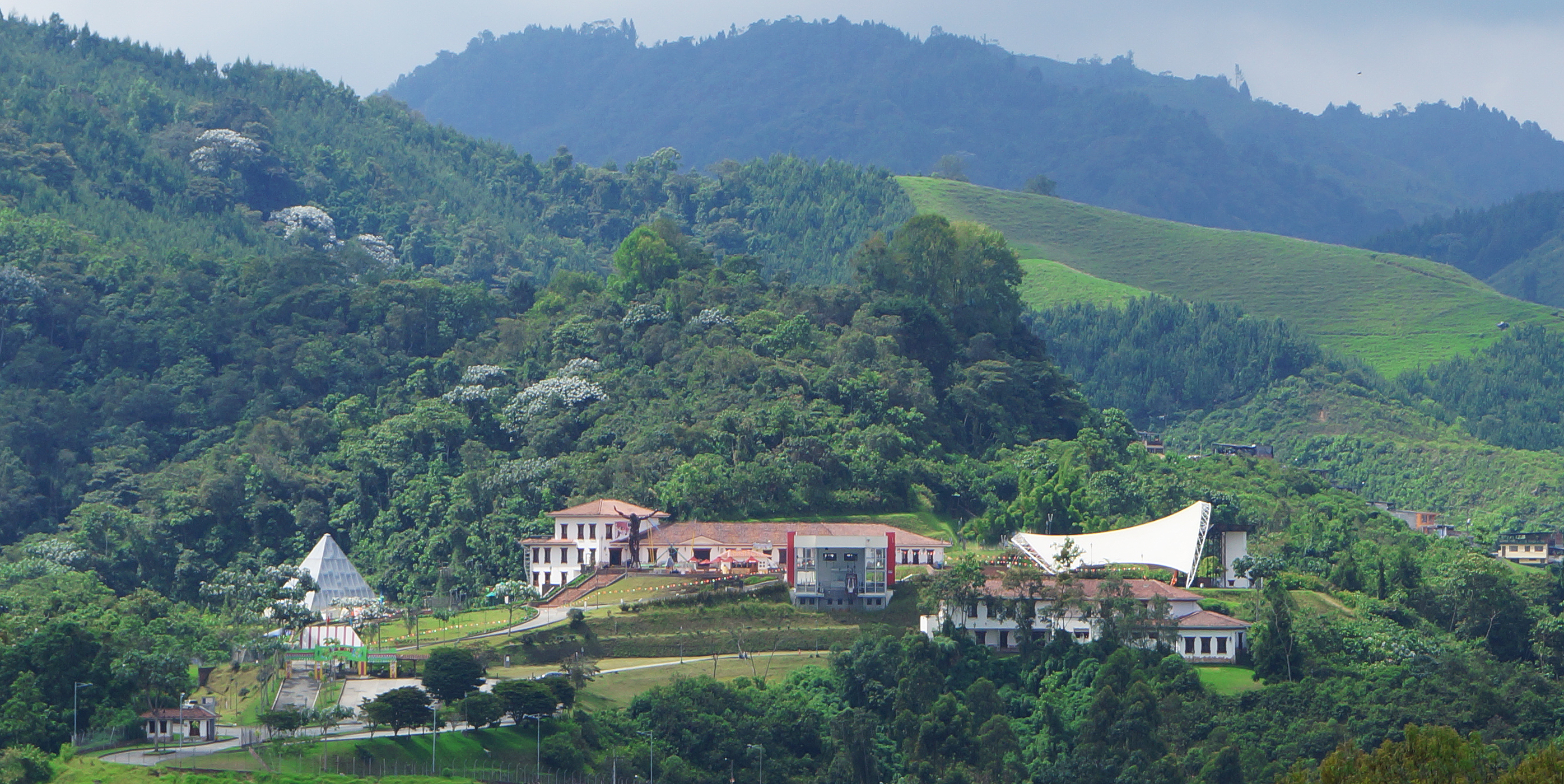
Ecoparque

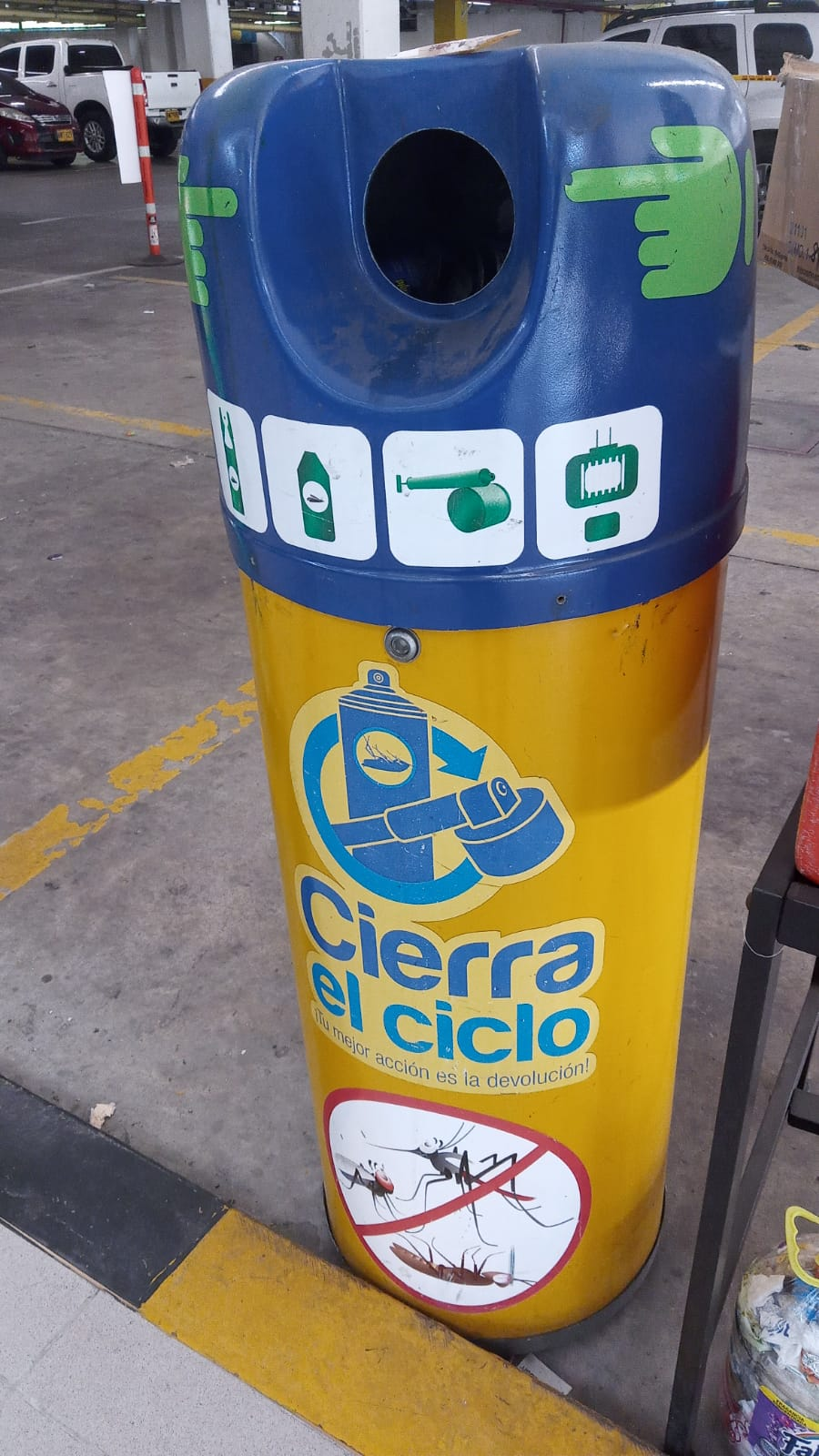
En centros comerciales se han implementado medidas como lo son estanques que sirven para reciclar objetos o herramientas que terminan siendo residuos altamente contaminantes, pero que serán mandados a lugares especiales para ser reciclados.

El reciclaje es un proceso cuyo objetivo es convertir residuos en nuevos productos o en materia prima para su posterior utilización. Se previene el desuso de materiales potencialmente útiles, se reduce el consumo de nueva materia prima y el uso de energía. Adicionalmente, se previene la contaminación del aire (a través de la incineración) y del agua (a través de los vertederos), así como también se disminuyen las emisiones de gases de efecto invernadero en comparación con la producción de plásticos.
El reciclaje es un componente clave en la reducción de desechos contemporáneos y es el tercer componente de las 3R («Reducir, Reutilizar y Reciclar»).
Los materiales reciclables son muchos, e incluyen todo el papel y cartón, el vidrio, los metales ferrosos y no ferrosos, algunos plásticos, telas y textiles, maderas y componentes electrónicos. En otros casos no es posible llevar a cabo un reciclaje debido a la dificultad técnica o alto coste del proceso, de modo que suele reutilizarse el material o los productos para producir otros materiales y se destinan a otras finalidades, como el aprovechamiento energético.
También es posible realizar un salvamento de componentes de ciertos productos complejos, ya sea por su valor intrínseco o por su naturaleza peligrosa.

## Factores contaminantes
Es importante analizar las vías por las que se produce la afectación del medio ambiente. Nos referimos a los impactos ambientales, los posibles efectos negativos provocados sobre el medio, ocasionados por el flujo de materias primas, energía o emisiones, los cuales fueron estructurados bajo la denominación de vectores contaminantes, sintéticamente son:
- Aire: engloba todo el flujo de contaminantes que emanan del tráfico, la generación de electricidad, la industria, calefacciones, etc.
- Agua: esta contaminación puede provenir de los vertidos de aguas residuales provenientes de actividades industriales, urbanas, turísticas, etc.
- Residuos:[1] son el último eslabón de cualquier actividad, ya sea, doméstica, industrial, agrícola, etc.
- Utilización de la energía: interviene en la inmensa mayoría de los procesos de fabricación, transporte, climatización, etc. Su generación, transporte, transformación y usos provoca una afectación al medio.
- Ruidos, olores: ampliamente distribuidos en las sociedades industriales, afectan directamente la calidad de vida.

## Cadena de reciclaje

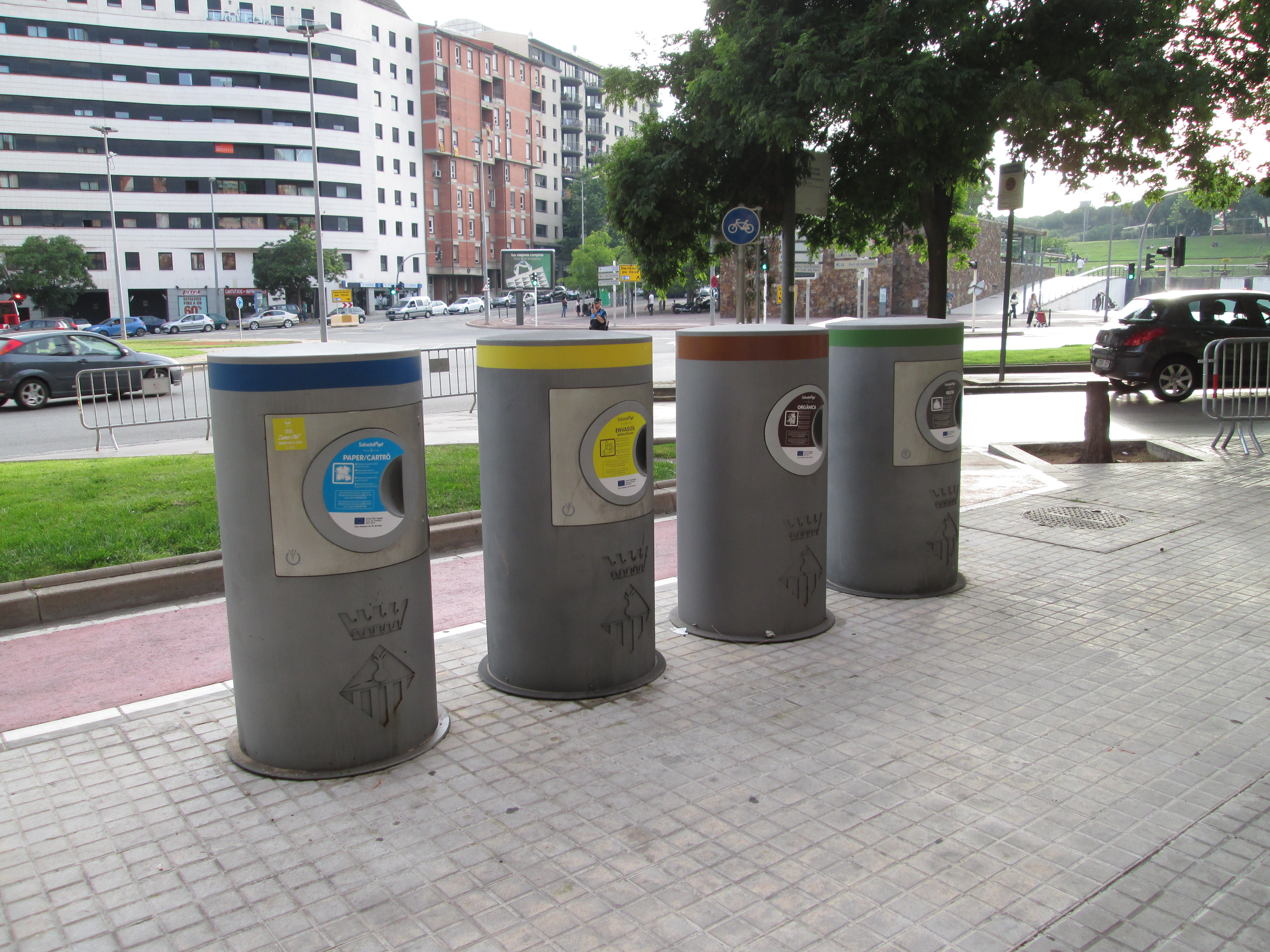
Recogida selectiva de residuos mediante el sistema de recogida neumática

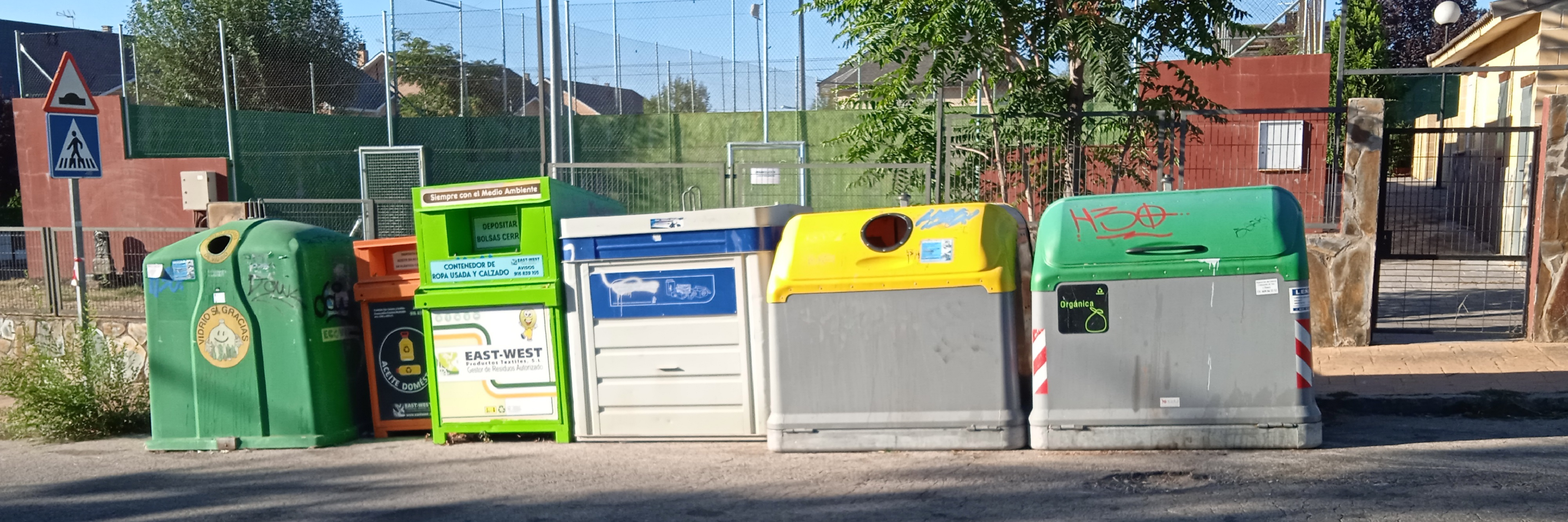
Serie de contenedores en una calle de Alpedrete (España): vidrio; aceite usado; ropa y calzado; papel y cartón; envases; orgánico y otros restos.

La cadena de reciclado consta de varias etapas:
- Recuperación o recogida: que puede ser realizada por empresas públicas o privadas. Consiste únicamente en la recolección y transporte de los residuos hacia el siguiente eslabón de la cadena. Se utilizan contenedores urbanos de recogida selectiva (contenedores amarillo, verde, azul, gris y marrón).

- Plantas de transferencia: se trata de un eslabón y obligatorio que no siempre se usa. Aquí se mezclan los residuos para realizar transportes mayores a menor costo (usando contenedores más grandes o compactadores más potentes).

- Plantas de clasificación (o separación): donde se clasifican los residuos y se separan los valorizables. Residuos que sí pueden reciclarse de los que no. La fracción que no puede reciclarse se lleva a aprovechamiento energético o a vertederos.

- Reciclador final (o planta de valoración): donde finalmente los residuos se reciclan (papeleras, plastiqueros, etc.), se almacenan (vertederos) o se usan para producción de energía (cementeras, biogás, etc.).

Para la separación en origen doméstico se usan contenedores de distintos colores ubicados en entornos urbanos o rurales:
- Contenedor amarillo (envases): En este se deben depositar todo tipo de envases ligeros como los envases de plásticos (botellas, tarrinas, bolsas, bandejas, etc.), de latas (bebidas, conservas, etc.) En general, deben depositarse todos aquellos envases comercializados en el mercado nacional e identificados por el símbolo del punto verde.[6]

- Contenedor azul (papel y cartón): En este contenedor se deben depositar los envases de cartón (cajas, bandejas, etc.), así como los periódicos, revistas, papeles de envolver, propaganda, etc. Es aconsejable doblar las cajas de manera que ocupen el mínimo espacio dentro del contenedor y también retirar las grapas, los canutillos y los plásticos que vengan incorporados en el papel y cartón. Si están manchados de residuos orgánicos, como por ejemplo las servilletas de papel, no deben ir en este contenedor.

- Contenedor verde (vidrio): En este contenedor se depositan envases de vidrio. Pero se debe tener en cuenta que no se puede depositar bombillas, frascos de medicamentos, gafas, jarrones, tazas, loza, lunas de automóviles, porcelana o cerámica, tapones, chapas o tapas de los propios tarros o botellas de vidrio, tubos y fluorescentes.[7]

- Contenedor marrón (orgánico):[8] En él se depositan el resto de residuos[1] que no tienen cabida en los grupos anteriores, fundamentalmente desechos orgánicos catalogados como materia biodegradable.

- Contenedor rojo o puntos limpios (desechos peligrosos): Se depositan residuos considerados peligrosos, como teléfonos móviles, insecticidas, pilas o baterías, aceite comestible o aceite de vehículos, jeringas, latas de aerosol, etc.

- Contenedor naranja: aceite de cocina usado.

- Contenedor específico en farmacias: para la recuperación de los medicamentos caducados o que ya no se utilizarán, incluyendo los envases adecuados.

## Regla de las 3R

Tratamiento de residuos, con las 3 R (reducir, reutilizar, reciclar)

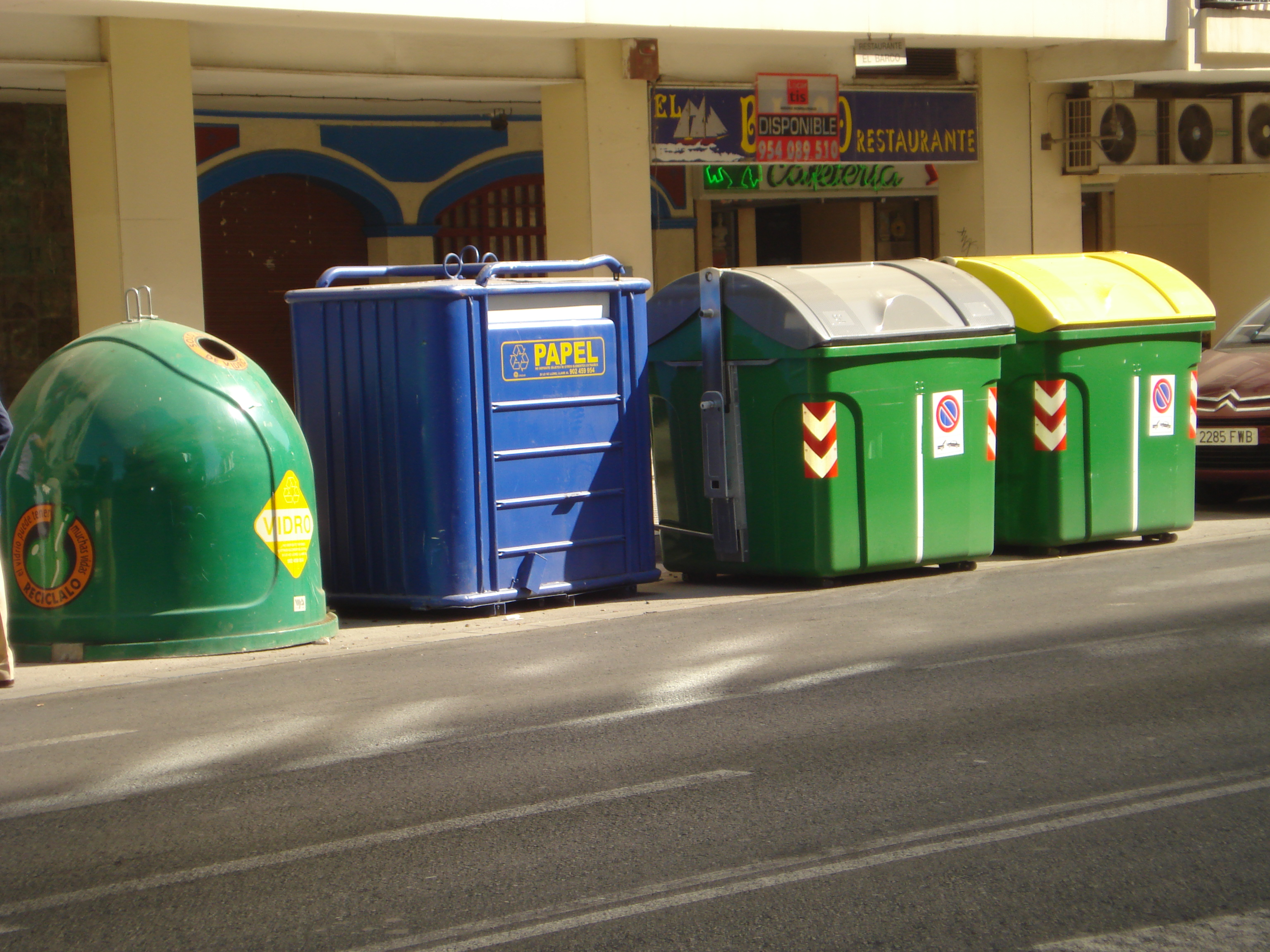
Contenedores selectivos de recolección de residuos en Sevilla, España

Aunque clásicamente se ha hablado de las 3, actualmente la clasificación se ha actualizado y se habla de las siete erres:
- Reducir: reducir el consumo y optar por alternativas que generen menos residuos.
- Reutilizar: reutilizar productos siempre que sea posible.
- Reparar: reparar en lugar de desechar.
- Reciclar: reciclar los materiales que ya no podemos reutilizar o reparar.
- Repensar: sobre todo, en los hábitos de consumo y alternativas más sostenibles.
- Recuperar: materiales valiosos al final de su vida útil.
- Responsabilizarse: asumir la responsabilidad e las acciones y su impacto en el medio ambiente y buscar que estas opciones sean positivas.

## Formas de reciclaje
| - Reciclaje de metales - Reciclaje de aluminio - Reciclaje de vidrio - Reciclaje de pilas y baterías - Reciclaje de cemento - Reciclaje de papel - Reciclaje de cartón - Reciclaje de medicamentos - Reciclaje de plástico - Reciclaje de tetra pak - Reciclaje textilen - Reciclaje de aceites - Reciclaje de bombillas y lámparas - Reciclaje de ropa - Reciclaje de juguetes | - Reciclaje de componentes electrónicos - Conversión en papel - Reciclado mecánico - Conversión en composta para abono - Fundición - Vulcanizado - Fusión (cambio de estado) - Reutilización - Reciclaje de biorresiduos - Reciclaje de bolsas - Reciclaje de Automóviles |

## Tipos de reciclaje
El reciclaje puede clasificarse en tres tipos principales, cada uno definido por el proceso de transformación que sufren los materiales y el tipo de productos que resultan de dicho proceso:
- Reciclaje Primario o reciclaje de ciclo cerrado: implica la reutilización de materiales sin alterar significativamente su forma original o composición química. Este proceso mantiene la calidad del material reciclado, permitiendo que sea utilizado nuevamente en la misma aplicación o en una muy similar. Un ejemplo típico es el reciclaje de botellas de plástico PET, que se transforman nuevamente en botellas de PET. Este tipo de reciclaje es ideal para materiales que pueden ser fácilmente reprocesados sin pérdida de integridad estructural o calidad.

- Reciclaje Secundario: transforma materiales reciclados en productos diferentes de los originales. Aunque el material base no sufre un cambio químico significativo, su forma y propiedades pueden ser alteradas para adaptarse a nuevas aplicaciones. Aunque este proceso puede extender la vida útil del material, a menudo implica una reducción en la calidad o las propiedades del material reciclado. Un ejemplo de reciclaje secundario es la conversión de botellas de plástico en fibras textiles o materiales de construcción.

- Reciclaje Terciario o de ciclo abierto: también denominado reciclaje químico, este proceso descompone los materiales reciclados a nivel molecular para producir sustancias básicas que pueden ser utilizadas para fabricar nuevos productos. Este tipo de reciclaje es más complejo y a menudo más costoso que los otros dos, pero es particularmente útil para materiales que no pueden ser reciclados de manera efectiva mediante métodos primarios o secundarios. Un ejemplo es la pirólisis de plásticos, donde los polímeros se descomponen en sus monómeros originales para ser reutilizados en la fabricación de nuevos plásticos o combustibles.

## Gestión de residuos
En España la gestión de residuos está regulada según la Ley 7/2022, de 8 de abril, de residuos y suelos contaminados para una economía circular, que  excluye de su ámbito las emisiones a la atmósfera que estén reguladas en la Ley 34/2007, de 15 de noviembre, de calidad del aire y protección de la atmósfera, los suelos no contaminados excavados en ciertas condiciones, los residuos radiactivos, los explosivos desclasificados, algunas materias fecales, paja y otro material natural, agrícola o silvícola, no peligroso, utilizado en explotaciones agrícolas y ganaderas, en la silvicultura o en la producción de energía a base de esta biomasa, mediante procedimientos o métodos que no pongan en peligro la salud humana o dañen el medio ambiente, como las quemas incontroladas o cercanas o que se extiendan sus humos y material particulado a poblaciones.
Asimismo, no resulta de aplicación a ciertos tipos de residuos, siempre y cuando se regulen por otra normativa comunitaria, como son las aguas residuales, los subproductos animales (salvo cuando se destinen a la incineración, a los vertederos o sean utilizados en una planta de biogás o de compostaje), ciertos cadáveres de animales y los residuos mineros (es decir, los residuos resultantes de la prospección, de la extracción, del tratamiento o del almacenamiento de recursos minerales, así como de la explotación de canteras cubiertos por el Real Decreto 975/2009).
La Ley de Residuos tiene por objeto fomentar, por este orden, su prevención, reutilización, reciclado y otras formas de valorización, evitando la incineración y asegurando que los destinados a operaciones de eliminación reciban un tratamiento adecuado, y contribuir a un desarrollo sostenible de esta actividad.
La Ley establece los siguientes objetivos, para antes de 2020:
- La cantidad de residuos domésticos y comerciales destinados a la preparación para la reutilización y el reciclado para las fracciones de papel, metales, vidrio, plástico, biorresiduos u otras fracciones reciclables deberá alcanzar, en conjunto, como mínimo el 50% en peso.
- La cantidad de residuos no peligrosos de construcción y demolición destinados a la preparación para la reutilización, el reciclado y otra valorización de materiales, con exclusión de los materiales en estado natural definidos en la categoría 17 05 04 de la lista de residuos, deberá alcanzar como mínimo el 70% en peso de los producidos.

Respecto a la eliminación, se indica que las autoridades ambientales en su respectivo ámbito competencial se asegurarán de que, cuando no se lleve a cabo la recogida de los residuos por métodos eficientes, los residuos se sometan a operaciones de eliminación seguras adoptando las medidas que garanticen la protección de la salud humana y el medio ambiente, siendo preferible la trituración al incinerado de acuerdo con la escala de valorización de la ley. Los residuos deberán ser sometidos a tratamiento previo a su eliminación, salvo que el tratamiento de los mismos no sea técnicamente viable o no quede justificado por razones de protección de la salud humana y del medio ambiente.
La gestión de residuos es un conjunto de actividades que engloban las operaciones de recogida de residuos, el transporte y el tratamiento de los residuos. 
La recogida de residuos se hace mediante contenedores urbanos, en ecoparques o puntos limpios para los residuos urbanos peligrosos y mediante gestores de residuos privados en las empresas. 
El transporte de residuos se hacen en camiones de gran tonelaje para hacer más eficiente el mismo.
El tratamiento de residuos es tan amplio como residuos hay, pero en general hay 2 tipos:
1. Valorización de residuos, cuando se obtiene algo de esos residuos: por ejemplo, el mismo material reciclado o energía
2. Eliminación de residuos, cuando no se puede obtener nada y nos deshacemos del residuo, por ejemplo, un depósito controlado

## Beneficios y costos
Según el Estudio de Información Económica de Reciclaje de Estados Unidos, hay más de 50 000 establecimientos de reciclaje que han creado más de un millón de empleos en los EE. UU.
Años después de que la Ciudad de Nueva York declarara que la implementación de programas de reciclaje sería "un drenaje en la ciudad", los líderes de la Ciudad de Nueva York se dieron cuenta de que un sistema eficiente de reciclaje podría salvar a la ciudad más de 20 millones de dólares.
Solo la industria del reciclaje automotriz en Estados Unidos emplea alrededor de 100 000 personas por año.

## Símbolo del reciclaje

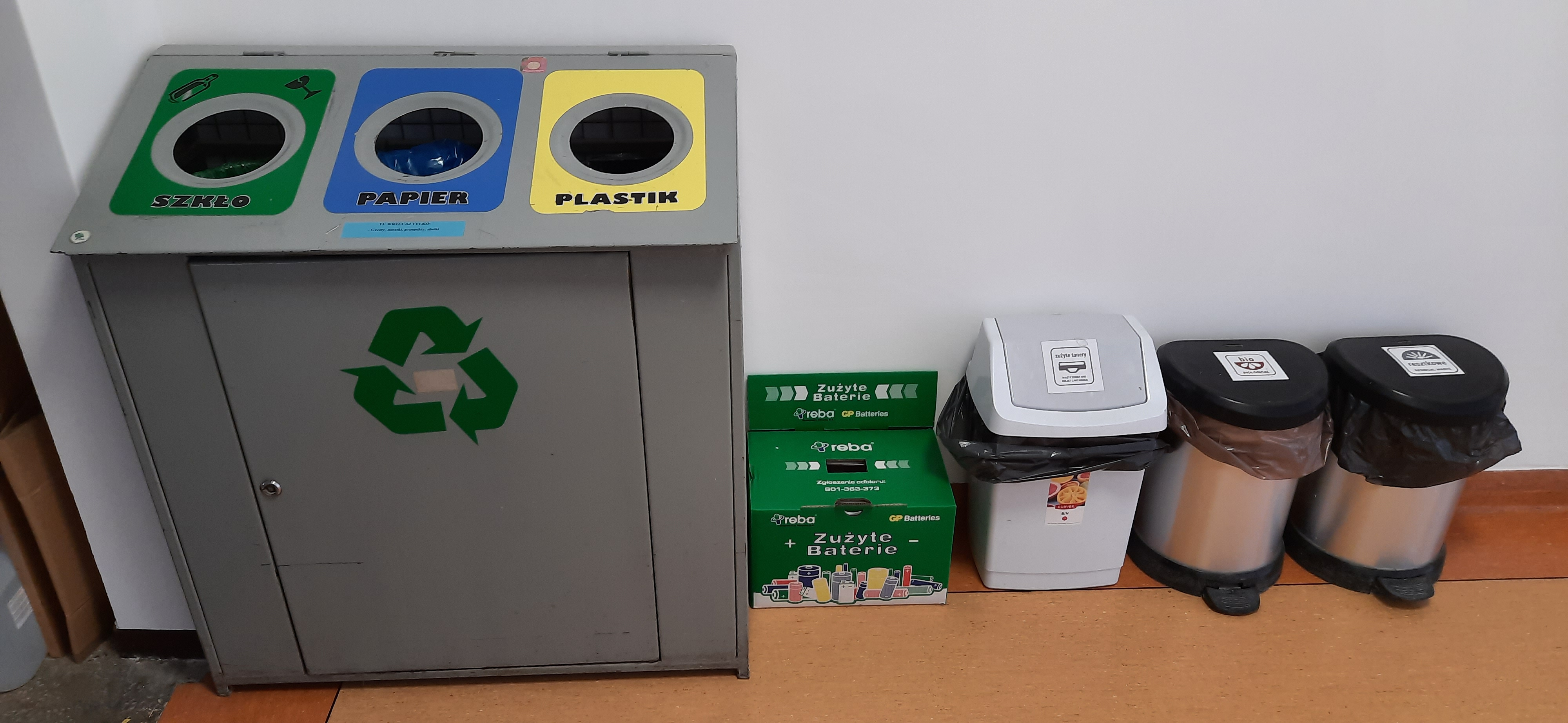
Punto de reciclaje de la Universidad Tecnológica de Gdansk

El logo es un icono medioambiental y un clásico del mundo del diseño gráfico; actualmente es utilizado en todo el mundo para identificar a los productos que son reciclables.
Fue creado por el estadounidense Gary Anderson en 1970, como parte de un concurso convocado por la Container Corporation of America, una empresa papelera con sede en Chicago, Estados Unidos.
La compañía lanzó el certamen, entre otras cosas, como parte de las actividades que se organizaron durante el Día de la Tierra que comenzó a celebrarse ese mismo año. Anderson, originario de Honolulu, Hawái, tenía 23 años y acababa de graduarse de la carrera de arquitectura.
Su diseño se inspiró en la Banda de Möbius, que es una superficie con una sola cara y un único borde, así como en el trabajo del artista neerlandés M. C. Escher.[cita requerida]
El premio se anunció durante la Conferencia Internacional de Diseño de Aspen (IDCA) y Anderson obtuvo una beca por 2500 dólares, la cual utilizó para estudiar un año en la Universidad de Suecia.[cita requerida]
El símbolo se utiliza ahora en todo el mundo, con diferentes variaciones, para identificar los productos reciclables, así como para representar las tres "R" que impulsan los ecologistas: reducir, reutilizar y reciclar.
En 1988, la Asociación de la Industria de los Plásticos en Estados Unidos tomó como base esta imagen para crear un código que permite saber cuál es el material predominante en la fabricación de un producto y, por tanto, identificar la complejidad de su reciclaje. Este código utiliza una escala del uno al siete e identifica una serie de plásticos.
El uno es para aquellos productos elaborados con tereftalato de polietileno (PET) y que son los más fáciles de reciclar. La dificultad del reciclaje aumenta con la escala hasta el número siete, el cual se emplea para aquellos productos fabricados con materiales de plástico realmente difíciles de reciclar. El número que le corresponde a cada material se encuentra dentro del símbolo de reciclaje, las tres flechas creadas por Gary Anderson.
- Número 1: plástico PET o tereftalato de polietileno
- Número 2: plástico polietileno de alta densidad
- Número 3: plástico PVC o policloruro de vinilo
- Número 4: plástico polietileno de baja densidad
- Número 5: plástico polipropileno
- Número 6: poliestireno, como el PS o ABS
- Número 7: otros plásticos como policarbonatos, poliamidas o poliuretanos